# Haager Konferenz für Internationales Privatrecht

Mitglieder der Haager Konferenz für Internationales Privatrecht (85 Staaten und die Europäische Union, 2015)

Die Haager Konferenz für Internationales Privatrecht (HCCH) ist eine 1893 gegründete und seit Inkrafttreten der Satzung 1955 dauerhafte zwischenstaatliche Organisation mit der Aufgabe, an der fortschreitenden Vereinheitlichung der Regeln des Internationalen Privatrechts zu arbeiten. Mitglieder der HCCH sind die Staaten, die bereits an einer oder mehreren Tagungen der Konferenz teilgenommen und die Satzung angenommen haben.  Das Ständige Büro hat seinen Sitz in Den Haag.

## Arbeitsweise
Die HCCH verhandelt und formuliert multilaterale Verträge und Übereinkommen auf den verschiedensten Feldern des internationalen Privatrechts: internationale Zusammenarbeit von Gerichten und Behörden; Kollisionsrecht für Verträge, Delikte, Unterhaltsverpflichtungen, Personenstandssachen und Kinderschutz, Beziehungen zwischen Ehegatten, Testamente, Vermögensnachfolge und Trusts; Anerkennung von Gesellschaften; internationale Zuständigkeit und Vollstreckung ausländischer Entscheidungen. Nach Durchführung der vorbereitenden Untersuchungen durch das Sekretariat kommt es zu Vorentwürfen der Übereinkommen durch Spezialkommissionen, die sich aus Experten der Regierungen zusammensetzen. Die Entwürfe werden dann bei einer Plenarsitzung der Haager Konferenz, also in diplomatischen Konferenzen, erörtert und beschlossen.
Seit Ende des 19. Jahrhunderts hat die HCCH eine Reihe von Konventionen (Übereinkommen) beschlossen. Die völkerrechtliche Verbindlichkeit unterscheidet sich in den einzelnen Vertragsstaaten. Die von den meisten Staaten ratifizierten Übereinkommen behandeln:
- den Verzicht auf Legalisierung (Apostille)
- Zustellung
- Beweisaufnahme im Ausland
- Zugang zum Recht
- Internationale Kindesentführung
- Auslandsadoption
- Anwendbares Recht betreffend die Form der letztwilligen Verfügungen
- Unterhaltsansprüche
- Anerkennung von Scheidungen.[7]

## Liste von Übereinkommen (Auswahl)
Ergebnisse der Konferenz waren unter anderem (in zeitlicher Reihenfolge):
1. das Abkommen zur Regelung von Fragen des internationalen Privatrechts (14. November 1896)
2. das Abkommen zur Regelung des Geltungsbereichs der Gesetze auf dem Gebiete der Eheschließung (12. Juni 1902 – von Deutschland mit Wirkung zum 2. Juni 2019 gekündigt)
3. das Abkommen zur Regelung des Geltungsbereichs der Gesetze und der Gerichtsbarkeit auf dem Gebiete der Ehescheidung und der Trennung von Tisch und Bett (12. Juni 1902)
4. das Abkommen zur Regelung der Vormundschaft über Minderjährige (12. Juni 1902)
5. das Übereinkommen zur Befreiung ausländischer öffentlicher Urkunden von der Legalisierung (HLÜ, 5. Oktober 1961)
6. das Übereinkommen über das auf die Form letztwilliger Verfügungen anzuwendende Recht (Haager Testamentsübereinkommen, 5. Oktober 1961; BGBl. 1965 II S. 1144, 1145)
7. das Übereinkommen über die Zuständigkeit der Behörden und das anzuwendende Recht auf dem Gebiet des Schutzes von Minderjährigen (5. Oktober 1961; BGBl. 1971 II S. 217, 219)
8. das Übereinkommen über die Beweisaufnahme im Ausland in Zivil- oder Handelssachen (18. März 1970)
9. das Übereinkommen über die Anerkennung von Scheidungen (1. Juni 1970)
10. das Übereinkommen über die Anerkennung und Vollstreckung von Unterhaltsentscheidungen (2. Oktober 1973; BGBl. 1986 II S. 825, 826)
11. das Übereinkommen über das auf Unterhaltspflichten anzuwendende Recht (2. Oktober 1973; BGBl. 1986 II S. 825, 837)
12. das Übereinkommen über die Schließung und die Anerkennung der Gültigkeit von Ehen (14. März 1978)
13. das Übereinkommen über das auf das eheliche Güterrecht anzuwendende Recht (14. März 1978)
14. das Übereinkommen über die zivilrechtlichen Aspekte internationaler Kindesentführung (25. Oktober 1980; BGBl. 1990 II S. 206, 207)
15. das Übereinkommen über den Schutz von Kindern und die Zusammenarbeit auf dem Gebiet der internationalen Adoption (29. Mai 1993; BGBl. 2001 II S. 1034, 1035)
16. das Übereinkommen über die Zuständigkeit, das anzuwendende Recht, die Anerkennung, Vollstreckung und Zusammenarbeit auf dem Gebiet der elterlichen Verantwortung und der Maßnahmen zum Schutz von Kindern (19. Oktober 1996; von Deutschland, Österreich, Schweiz unterzeichnet und ratifiziert)
17. das Übereinkommen über den internationalen Schutz von Erwachsenen vom 13. Januar 2000; BGBl. 2007 II S. 323, 324
18. das Übereinkommen über Gerichtsstandsvereinbarungen (30. Juni 2005)[8]
19. das Übereinkommen über die internationale Geltendmachung der Unterhaltsansprüche von Kindern und anderen Familienangehörigen (27. November 2007)[9]
20. das Protokoll über das auf Unterhaltspflichten anzuwendende Recht (27. November 2007)[10]
21. das Übereinkommen über die Anerkennung und Vollstreckung ausländischer Urteile (2. Juli 2019)[11]